# Lamunkari
Lamunkari är en ö i Finland. Den ligger i Bottenviken och i kommunen Lumijoki i den ekonomiska regionen  Uleåborgs ekonomiska region i landskapet Norra Österbotten, i den norra delen av landet. Ön ligger omkring 17 kilometer sydväst om Uleåborg och omkring 520 kilometer norr om Helsingfors.
Öns area är 34,6 hektar och dess största längd är 1,3 kilometer i sydöst-nordvästlig riktning.